# أبلة فضيلة
فضيلة توفيق عبد العزيز (4 أبريل 1929     والمعروفة بـ«أبلة فضيلة» مقدمة برامج أطفال في الإذاعة المصرية وهي خريجة كلية الحقوق وتتلمذت على يد محمد محمود شعبان. عملت في بداية حياتها في مكتب المحامي ووزير النقل وقتها حمدي باشا زكي. وهي أخت الممثلة محسنة توفيق.

## نشأتها
تقول فضيلة توفيق عن نشأتها: نحن ثلاث بنات وولد ووالدتي سيدة تركية تجمع بين الطيبة والحزم وكانت تقوم بتفتيش حقيبتي المدرسية فإذا وجدت قلما لا يخصني تسألني عن مصدره وأذكر في طفولتي أيضا أنى كنت أجمع جيراني الأطفال وأقص عليهم القصص والحكايات - كنا نسكن في شارع الملكة نازلي (رمسيس) وتعلمت في مدرسة الأميرة فريال وكانت في نفس المدرسة ناريمان التي تزوجها الملك فاروق فيما بعد وأيضا كانت فاتن حمامة زميلتي وكان والدها سكرتير المدرسة. التحقت بكلية الحقوق تحقيقا لرغبة الأسرة ومن دفعتي كل من: الدكتور أسامة الباز والدكتور عاطف صدقي والدكتور أحمد فتحي سرور. كان الزميل عاطف صدقي يتوقع بعض الأسئلة ويطلب أن نهتم بها ومن العجيب أننا كنا نفاجأ بها في الامتحان.

## عملها بالمحاماة
اختارها حامد باشا زكي للعمل معه في مكتب المحاماة وفي ذلك الوقت كان يتولى وزارة المواصلات وفي إحدى القضايا التي جاءت للمكتب حاولت فضيلة الصلح بين الخصوم وهذا الموقف نقله أحد الزملاء لحامد باشا فعاتبها بشدة قائلًا: مهنتنا تعتمد على الخلافات ولذا فأنت لا تصلحين للعمل في المحاماة من الأفضل أن تعملي في الإذاعة. تقول فضيلة: كانت مدة عملي بالمحاماة 24 ساعة فقط.

## عملها بالإذاعة
عن عملها بالإذاعة قالت: كانت الإذاعة تتبع وزارة المواصلات وقتئذ وللتاريخ أذكر أنني كنت سعيدة للعمل في الإذاعة. في عام 1953 قابلت الرائد الإذاعي بابا شارو وقلت له أتمنى أن أعمل مذيعة للأطفال فاخبرني أنه يتولى هذا العمل وحده. تم تعييني بالإذاعة وكنت أقرأ النشرة وتعلمت من حسني الحديدي كيف أقف وراء الميكرفون ومن يوسف الحطاب التمثيل. في عام 1959 تحقق حلمي حيث أنتقل بابا شارو للعمل في التليفزيون ومن هنا عملت في برامج الأطفال.

### غنوة وحدوتة
استضافت في برنامجها المذكور شخصيات كثيرة بارزة، منها على سبيل المثال: نجيب محفوظ وأنيس منصور وفاروق الباز ومحمد عبد الوهاب وكامل الشناوي وسيد مكاوي وعبد الحليم حافظ ويحيى الرخاوي.
تقول فضيلة أنها حينما استضافت في برنامجها الموسيقار محمد عبد الوهاب طلبت منه أن يغني «ست الحبايب» فقال: لقد غنتها فايزة أحمد بصورة رائعة. بعد إلحاح من الأطفال غنى على عوده «ست الحبايب» وكان يود ألا تُسجل بصوته. تقول أيضًا أن زميلتها سامية صادق استضافت ذات يوم في برنامجها فايزة أحمد وبعد أن استمعت للحلقة اتصلت بها وقلت: خبطة إذاعية هائلة يا سامية لأنني عندما استمعت إلى (ست الحبايب) لأول مرة من فايزة أحمد بكيت برغم أن والدتي على قيد الحياة.

## وفاتها
توفيت أبلة فضيلة يوم الخميس غرة رمضان 1444 هـ الموافق 23 مارس 2023م، وأقيمت صلاة الجنازة يوم الجمعة عقب صلاة الجمعة في مسجد عثمان في مدينة بيكرينغ في كندا. وأعلنت ريم إبراهيم علي ابنة فضيلة وفاة والدتها عبر حسابها على فيس بوك، فكتبت تقول: «ادعوا لأمي بالرحمة، البقاء لله، توفيت إلى رحمة الله الإذاعية الكبيرة "فضيلة توفيق عبد العزيز"، أبلة فضيلة».